# Paectes taminata
Paectes taminata là một loài bướm đêm trong họ Noctuidae.